# Bel RTL
Bel RTL est une station de radio généraliste privée dont le siège est situé à Schaerbeek (Belgique). Elle fait partie du holding Radio H, filiale du RTL Belgium qui depuis le 31 mars 2022 est la propriété de DPG Media et du Groupe Rossel.
Diffusée en Belgique francophone, c'est-à-dire à la fois en Région wallonne et en Région Bruxelles-Capitale, elle est la troisième radio la plus écoutée en Communauté française de Belgique.

## Historique
La station de radio est créée le 2 septembre 1991.[réf. nécessaire]
Le 29 janvier 2016, Bel RTL se dote d'une technologie pour diffuser l'image des programmes sans intervention humaine.

## Identité de la station

### Logos

Logo de Bel RTL utilisé du 2 septembre 1991 à juillet 2009.
Logo de Bel RTL utilisé de juillet 2009 à septembre 2018.
Logo de Bel RTL du 3 septembre 2018 au 28 mars 2023.
Logo de bel RTL depuis le 28 mars 2023.

### Slogans
- 1991-2018 : « Vivre ensemble »
- du 2 septembre 2018 jusqu'au 28 Mars 2023: « Vos meilleurs moments »
- du 28 Mars 2023 au 18 novembre 2024 : "On est là pour s'entendre !"[2]
- Depuis le 18 novembre 2024 : "Vibrer Ensemble"

### Implantations
La station de radio compte trois bureaux régionaux, situés à Namur, Liège et Charleroi. La première année de son existence (1991-1992), Bel RTL effectuait des décrochages locaux d'information dans ces trois zones géographiques ainsi que dans le Brabant Wallon.[réf. souhaitée]

## Équipes

### Historique
- Le 17 janvier 2017, Sandrine Corman, Miss Belgique en 1997, fait son retour sur Bel RTL pour y animer l'antenne le dimanche de 9 h à 12 h[3].
- Le 21 septembre 2017, on apprend qu'Emmanuel Mestag a été nommé directeur des programmes de Bel RTL[4].
- Le 3 mai 2018, on apprend que Tex arrive sur Bel RTL[5]

### Direction

#### Directeur général
- Francis Goffin (1991-2002)
- Jean-Jacques Deleeuw (2002-2010)
- Eric Adelbrecht (2010-2018)[6]
- Stéphane Rosenblatt (2017-2018)
- Erwin Lapraille (2018-2022)[7]
- Frédéric Herbays (Media Radio Director RTL Belgium depuis le 1er novembre 2022)

#### Directeur d'antenne
- Bruno Bandinu (depuis 2012)

#### Directeur des programmes
- Frédéric Herbays (2004-2009)
- Jean-Marc Dorangeon (2014-2016)
- Eric Adelbrecht (2017-2017)
- Emmanuel Mestag (depuis 2017)[8]

### Rédaction
- Directeur de l'information : Laurent Haulotte (... - 2022) - Philippe Roussel (depuis 2022 )
- Historique des rédacteurs en chef : Stéphane Rosenblatt, Thierry Dupiereux, Barbara Mertens, Jean-Philippe Lombardi a.i., Camie Tys a.i., Alexandra De Paepe ( Manager Pôle Radios RTL info)

### Animateurs et journalistes actuels
- Caroline Fontenoy
- Cédric Godart
- Christian De Paepe
- Christophe Giltay
- Georges Lang
- Jean-Mi Godfurnon
- Jean-Michel Zecca
- Jill Vandermeulen
- Mathieu Col
- Pascal Vrebos
- Philippe Cantamessa
- Sandrine Dans
- Serge Jonckers (Maître Serge)
- Sophie Nollevaux
- Sophie Pendeville
- Vanessa Matagne
- Thomas de Bergeyck

### Anciens animateurs et journalistes
- Alain Simons (1991-2015)
- Eddy De Wilde
- Jean-Paul Andret
- Nancy Sinatra
- Jean Boreux
- Laurent Hovine
- Thierry Fiorilli
- Jean-François Johann (1991-2013)
- Marie-Anne Brilot
- Isabelle Pesesse
- Alain Raviart
- Patrick Durieux
- Jean-Charles Yonté
- Jean-Marie Grégoire
- Thierry Dupiereux
- Philippe Castel
- Christophe Grandjean
- Frédéric Pélissier
- Dominique Romain
- Martin Jacques
- Erik Silance (1996-1999)
- Stéphane Piedboeuf
- Philippe Bouvard
- Ingrid Franssen
- Luc Maton
- Thomas Van Hamme
- Pierre Joye
- Michaël Pachen
- Marc-André Métais - Animateur de Génération
- Jean-Claude Gerlache - Journaliste et Animateur (1991-2016)
- Stéphanie
- Hervé Meillon
- Frédéric Herbays (1992-2016)
- Joeffrey Dath (Animateur de l'été 2021)
- Bérénice (AAAA-2021)
- Michel De Maegd

- Dominique Henrotte

## Programmation

### Généralités
- Votez pour moi

### Événementiel
- Le 28 février 2017, Frédéric Bastien, de Bel RTL, était au cœur du Carnaval de Binche durant 24 heures[9].

## Diffusion

### En FM et en DAB+
Bel RTL peut être entendue à partir de la bande FM sur la majeure partie de la région wallonne et à Bruxelles, ainsi que sur le réseau DAB+, la Radio numérique.

### Par le câble
RTL-TVI diffuse les images des programmes de Bel RTL dès 4 h 30 depuis le grand studio de Bel RTL, et cela tous les jours de la semaine, toute l'année. Cette mise en images dure jusqu'à 8 h 30 ou 9 h, selon les jours.
Par ailleurs, certains télédistributeurs de Bruxelles et de Wallonie reprennent Bel RTL dans leur proposition de programmes radio, à écouter sur un tuner branché sur la prise de télédistribution radio.

### Bel RTL en radiovision
Début septembre 2015, Bel RTL dispose de son propre canal télévisé sous le nom Bel RTL Vision. Les animateurs sont filmés en direct et des clips vidéo sont diffusés. La chaîne est disponible partout en Belgique via les opérateurs Proximus Pickx, Orange TV, Telenet, VOO et Télésat.

## Audiences
En 2021, Bel RTL est la quatrième station de radio la plus écoutée en Belgique francophone, obtenant 12,39 % en parts de marché. En moyenne, 464.890 auditeurs écoutent Bel RTL chaque jour, avec une durée d’écoute de 2 heures 20 minutes.